# International Automotive Components
Die International Automotive Components Group (IAC) ist eine weltweit agierende Unternehmensgruppe der Automobilzuliefererbranche, spezialisiert auf Fahrzeuginnenausstattungen. Sie hat ihren Hauptsitz in Findel im Großherzogtum Luxemburg. 
Die deutsche Tochtergesellschaft hat ihren Sitz in Düsseldorf.

## Geschichte
IAC entstand zunächst als Gemeinschaftsunternehmen von Lear Corporation, WL Ross & Co. (ein Unternehmen des US-Finanzinvestors Wilbur Ross) und Franklin Mutual Advisers (eine Tochtergesellschaft von Franklin Templeton Investments), zum Zweck der Vereinigung der Sparte Inneneinrichtungssysteme mehrerer Zulieferer und Schaffung eines großen Spezialunternehmens, das preiswerter anbieten konnte. Hintergrund war der Druck großer Autohersteller, die aus Kostengründen künftig nicht mehr ganze Innenausstattungen von einem Einzelunternehmen abnahmen. Da diese Sparte von Lear nicht profitabel genug war, wollte man sie veräußern.
Ende November 2005 gab Wilbur L. Ross als Chairman der IAC-Gruppe die Absicht zur Übernahme der Europa-Abteilung von Collins & Aikman bekannt, die dann auch erfolgte. Auch die brasilianische Tochter wurde übernommen. Im Dezember 2005 verkaufte die Zapata Corporation einen Mehrheitsanteil an ihrer Tochter Safety Components International (Hersteller von Airbagsystemen) an Ross. Im Oktober 2006 wurde die Europa-Abteilung der Sparte Fahrzeuginnenausstattungen der Lear Corporation übernommen. Anfang 2007 brachte Lear praktisch seine gesamte Nordamerika-Abteilung der Sparte Inneneinrichtungssysteme in die IAC-Abteilung Nordamerika ein.
Letztlich sind in der IAC die gesamten weltweiten Aktivitäten von Lear und Collins & Aikman im Bereich Fahrzeug-Innenausstattungen zusammengeführt worden, ergänzt um einige verwandte Bereiche. Im Juni 2009 übernahm IAC den insolventen deutschen Zulieferer Stankiewicz.
Der Gesamtumsatz von IAC belief sich 2015 auf rund 5.9 Milliarden US-Dollar. Im Jahr 2015 zählte die Gruppe 100 Betriebsstätten in 22 Ländern weltweit. Die IAC beschäftigte 2015 rund 32.000 Mitarbeiter.
Das Bundeskartellamt verhängte im Juni 2015 Bußgelder in Höhe von 75 Mio. Euro gegen die fünf Automobilzulieferer Autoneum, die Carcoustics aus Leverkusen, Greiner Perfoam aus Österreich, die Ideal Automotive aus Burgebrach und die deutsche Tochter der IAC in Düsseldorf wegen illegaler Preisabsprachen im Zeitraum von 2005 bis 2013.